# Onga (Hungría)
Onga es una pequeña ciudad en el condado de Borsod-Abaúj-Zemplén, Hungría. Se encuentra a 10 kilómetros de la capital del condado, Miskolc.

## Historia
La zona ha estado habitada desde tiempos prehistóricos, como lo atestiguan artefactos de la Edad de Bronce. Se menciona por primera vez en 1222. En 1588, los turcos la incendiaron, pero poco después se reconstruyó. El pueblo sufrió mucho durante el período turco y la Guerra de Independencia de Rákóczi; en el siglo XVIII, comenzó a crecer de nuevo. La población vivía principalmente de la agricultura.
En el siglo XIX, el desarrollo se aceleró gracias al ferrocarril y a la proximidad de la capital del condado. Aumentó el número de trabajadores industriales. El desarrollo se aceleró después de la Segunda Guerra Mundial. El pueblo de Ócsanálos se anexó a Onga en 1950.
El 4 de junio de 2011, tuvo lugar la inauguración de la placa con el nombre rúnico del municipio.
El asentamiento recibió el título de ciudad el 15 de julio de 2013, a propuesta del Ministro de Administraciones Públicas y Justicia.

## Grupos étnicos
La población de la ciudad es de un 83% húngara y un 17% romaní.